# Samuel Ashcroft
Samuel C. Ashcroft (* 14. Juni 1921; † 30. Januar 2006) war ein US-amerikanischer Pionier der Blindenschrift und Onkel von John Ashcroft.

## Leben
Sam Ashcroft interessierte sich sein Leben lang für die Blindenschrift. Seine Karriere begann als Lehrer in einer Integrationsklasse mit Sehbehinderten.
1949 übernahm er die Verantwortung als Direktor der Iowa Braille und Sight Saving School. Er war Gründer und Direktor der pädagogischen Forschung (APH), Professor in der Abteilung für Spezialausbildung der University of Maryland und der Direktor The National Center on Educational Media and Materials for the Handicapped der Ohio State University.
Die meiste seiner Zeit verbrachte er allerdings auf dem George Peabody College der Vanderbilt University in Nashville (1957–1971, 1978–1985), wo er ein regionales Programm für Lehrer entwickelte, um diese auf die Arbeit mit Blinden vorzubereiten.
Sam Ashcroft war aktives Mitglied der Organisation Exceptional Children, er leitete diese als Präsident von 1970 bis 1971. Er wurde 1970 als Delegierter in die White House Conference on Children berufen und war Chairman des Komitees International Children’s Year. Er nahm außerdem an der Pan Pacific Konferenz für Kinder in Honolulu (Hawaii) teil. Er war auch international bekannt und engagiert und führte zahlreiche Seminare in Europa durch.
Er hinterlässt seine Frau und 2 Töchter.

## Autor
Tennis TeNets Wit and Wisdom On and Off the Court